# Obszar metropolitalny Denver
Obszar metropolitalny Denver (nazywany także Denver–Aurora–Lakewood) – obszar metropolitalny rozciągający się po wschodniej stronie pasma górskiego Front Range w północno–środkowej części stanu Kolorado. Według spisu w 2020 roku liczy prawie 3 mln mieszkańców, co czyni obszar metropolitalny Denver dziewiętnastą co do wielkości aglomeracją w Stanach Zjednoczonych.
Klimat i położenie geograficzne Denver u podnóża pasma górskiego Front Range sprawiają, że jest to popularny obszar turystyczny, słynący z niezliczonych atrakcji rekreacyjnych i plenerowych, a także kulturalnych.

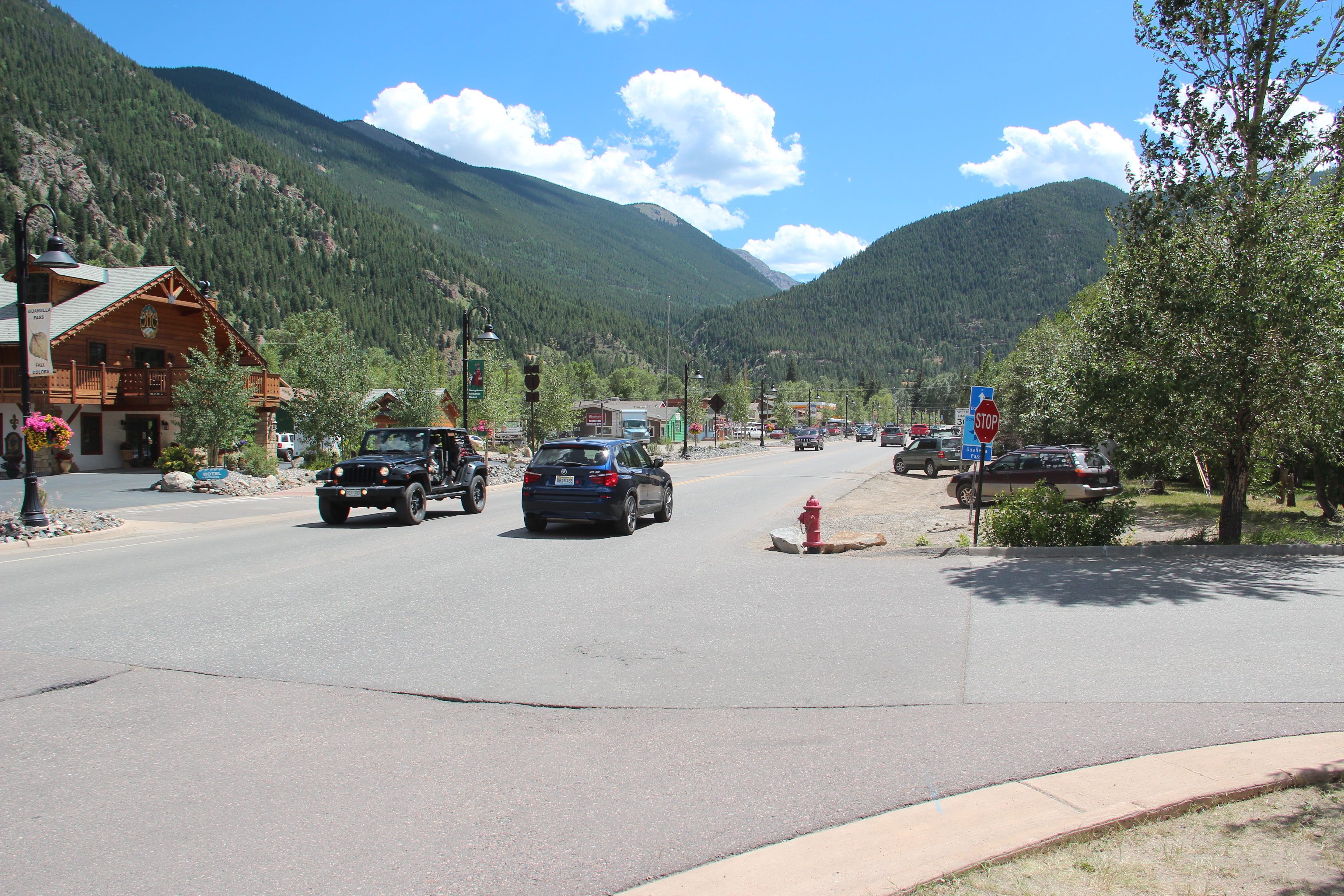
Przedmieście Georgetown

## Podział
US Census definiuje obszar metropolitalny Denver (MSA) jako składający się z następujących hrabstw: Denver, Arapahoe, Jefferson, Adams, Douglas, Broomfield, Elbert, Park, Clear Creek i Gilpin. Większy połączony obszar statystyczny (CSA) Denver–Aurora obejmuje również hrabstwa Boulder i Weld.

## Większe miasta
- Denver (715,5 tys.[4])
- Aurora (386,3 tys.)
- Lakewood (156,0 tys.)
- Thornton (141,9 tys.)
- Arvada (124,4 tys.)
- Westminster (116,3 tys.)
- Pueblo (111,9 tys.)
- Centennial (108,4 tys.)
- Highlands Ranch (103,4 tys.)
- Broomfield (74,1 tys.)
- Castle Rock (73,2 tys.)
- Commerce City (62,4 tys.)
- Parker (58,5 tys.)

## Gospodarka

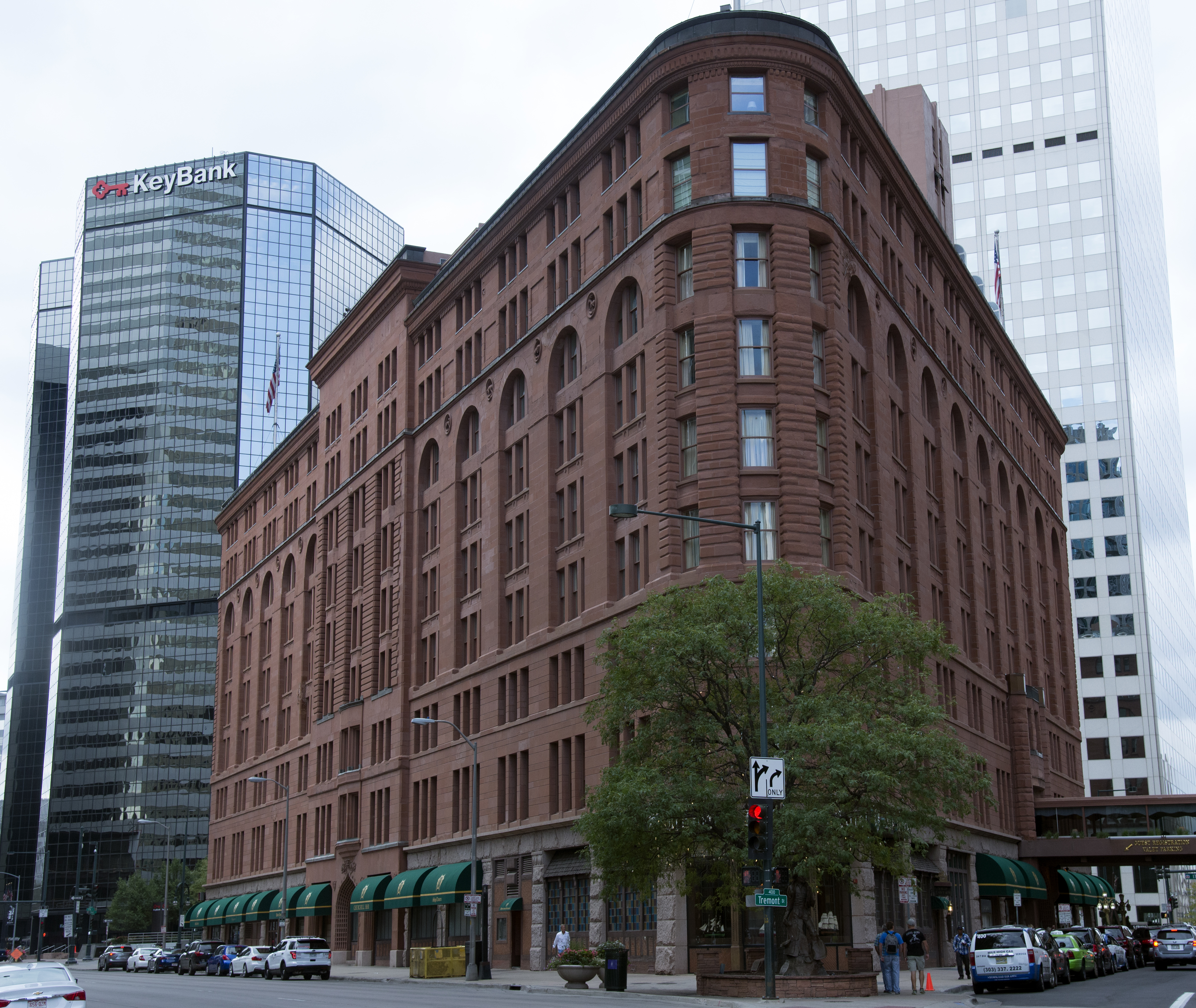
Brown Palace Hotel

Denver służy jako centrum transportowe, przemysłowe i handlowe oraz jest centrum przemysłu zaawansowanych technologii. Główne przedsiębiorstwa obejmują telekomunikację, lotnictwo i kosmonautykę, oprogramowanie, usługi finansowe i biznesowe oraz opiekę zdrowotną. Ważną gałęzią gospodarki jest turystyka. Produkcja obejmuje elektronikę, sprzęt komputerowy, wyroby gumowe, bagaże, farmaceutyki, sprzęt medyczny i opakowania.
W roku 2021 obszar metropolitalny Denver jest siedzibą dla 10 firm z listy Fortune 500: Arrow Electronics, Dish Network, Qurate Retail, Ball Corporation, VF Corporation, DaVita Inc., Newmont Corporation, Liberty Media, DCP Midstream Partners i Ovintiv.
Oddział amerykańskiej mennicy w Denver (otwarty jako mennica w 1906 r.) produkuje około połowy amerykańskich monet będących w obiegu i jest drugim co do wielkości depozytem złota w kraju. Międzynarodowe lotnisko w Denver, jedno z największych w kraju, zostało otwarte w 1995 roku i znajduje się około 23 mil (37 km) na północny zachód od centrum miasta Denver, w pobliżu miasta Aurora.

## Edukacja
Obszar metropolitalny Denver jest domem dla takich uczelni jak Colorado School of Mines, University of Denver, Regis University, University of Colorado Denver, Colorado Christian University, czy Colorado State University Pueblo.

## Demografia
Według danych z 2019 roku metropolię zamieszkiwało 2 967 239 mieszkańców, w tym 80,7% mieszkańców stanowiła ludność biała (63,5% nie licząc Latynosów), 5,7% to byli czarnoskórzy Amerykanie lub Afroamerykanie, 4,3% to Azjaci, 4,2% miało rasę mieszaną, 0,8% to rdzenna ludność Ameryki i 0,1% to Hawajczycy i mieszkańcy innych wysp Pacyfiku. Latynosi stanowili 23,3% ludności aglomeracji.
Wśród osób deklarujących swoje pochodzenie do najliczniejszych grup należą osoby pochodzenia meksykańskiego (18,1%), niemieckiego (16,0%), irlandzkiego (10,2%), angielskiego (9,4%), włoskiego (4,8%), amerykańskiego (3,7%), europejskiego (3,3%) i szkockiego lub szkocko–irlandzkiego (3,3%). Aglomerację zamieszkiwało także 73,1 tys. osób polskiego pochodzenia (2,5%).
81,6% populacji w wieku powyżej 5 lat mówi w domu po angielsku, 13,3% po hiszpańsku, 0,54% po wietnamsku i 1,0% posługuje się różnorodnymi językami afrykańskimi. Inne języki nie miały więcej użytkujących jak 0,5% populacji.
Mieszkańcy obszaru metropolitalnego Denver są młodzi, mobilni i dobrze wykształceni. Populacja osób powyżej 55 roku życia jest relatywnie mniejsza niż populacja całego kraju, a jeden na trzech mieszkańców obszaru Denver ma dyplom ukończenia college’u (licencjat lub więcej).

## Religia

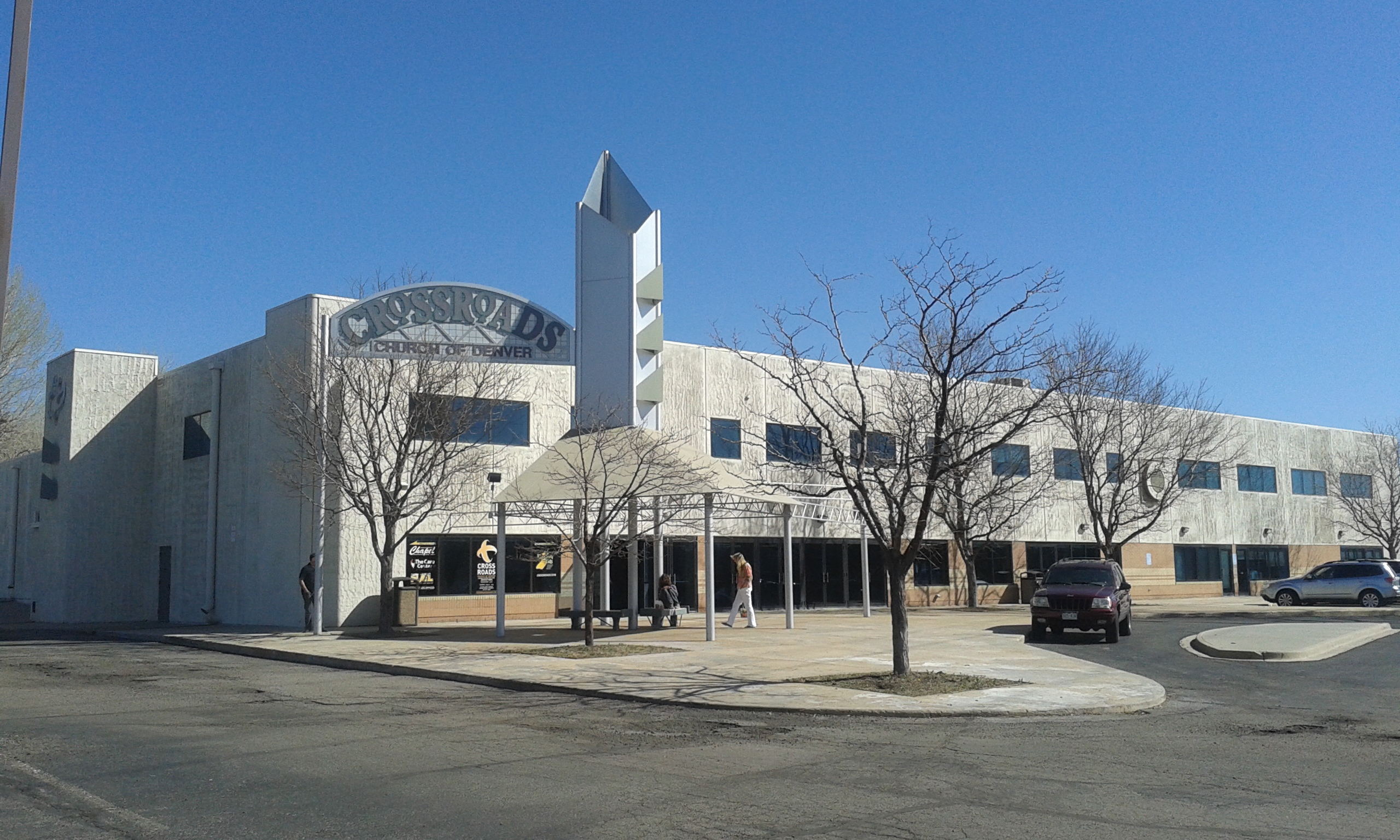
Bezdenominacyjny kościół Crossroads Church of Denver na przedmieściu Wheat Ridge.

Największymi grupami religijnymi w obszarze metropolitalnym Denver są protestanci i katolicy. Uśrednione dane ankiety PRRI za lata 2013–2019 dla hrabstw Arapahoe, Adams, Douglas i Jefferson pokazują, że 31% to osoby niepowiązane religijnie, co jest powyżej średniej krajowej, która wynosi 23%, a wraz z migracją rośnie różnorodność religijna.
Według danych Stowarzyszenia ARDA z 2010 roku Kościół katolicki liczył 408 253 członków w 91 kościołach. Hrabstwo Denver posiada największą liczbę katolików w stanie Kolorado. Do największych grup i wyznań protestanckich należeli (ponad 30 tys. członków): bezdenominacyjne zbory ewangelikalne, baptyści, luteranie, kalwini, metodyści i zielonoświątkowcy.
Spoza grup stricte chrześcijańskich do największych należał Kościół Jezusa Chrystusa Świętych w Dniach Ostatnich (mormoni) – 61 253 członków w 111 świątyniach. Obecne były także kilkunastotysięczne społeczności muzułmanów, buddystów, żydów, oraz trochę mniejsze społeczności prawosławnych i świadków Jehowy.